# Michael Merzenich
Michael Merzenich, née en 1942, est un neuroscientifique  et professeur émérite américain. Il enseigne à l'Université de Californie à San Francisco depuis 1980. Il est connu pour ses recherches sur la plasticité cérébrale. Il est membre de l'Académie nationale des sciences depuis 1999 et il a reçu, en 2016, le prix Kavli avec Eve Marder et Carla J. Shatz pour la découverte des mécanismes qui permettent la neuromodulation des réseaux neuronaux.